# 盖尔本桑德
盖尔本桑德（德語：Gelbensande）是德国梅克伦堡-前波美拉尼亚州的一个市镇。总面积34.05平方公里，总人口1646人，其中男性869人，女性777人（2011年12月31日），人口密度48人/平方公里。